# بیرونی (ازبکستان)
بیرونی (ازبکی: Beruniy، بېرونی؛ قره‌قالپاق: Beruniy، ٴبىُرۇنیی؛ روسی: Беруни)، شهری کوچک در قره‌قالپاقستان، ازبکستان است. در کرانهٔ شمالی آمودریا و در نزدیکی مرز ازبکستان با ترکمنستان واقع شده‌است. این شهر مرکز شهرستان بیرونی است.

## موقعیت جغرافیایی
بیرونی در ساحل شمالی آمودریا در نزدیکی مرز ازبکستان با ترکمنستان واقع شده‌است. از طریق جاده، بیرونی در فاصلهٔ ۹۳۶ کیلومتری (۵۸۲ مایلی) غرب تاشکند و ۵۵٫۶ کیلومتری (۳۴٫۵ مایل) شمال‌شرقی شهر خیوه است.

## آب و هوا
آب و هوای بیرونی در طبقه‌بندی اقلیمی کوپن، به عنوان آب و هوای سرد کویری طبقه‌بندی شده‌است که تحت تاثیر شدید اقلیم قاره‌ای قرار دارد. این شهر تابستان‌های داغ و زمستان‌های سردی دارد. دمای بیرونی در ژولای به‌طور متوسط، ۳۸ درجه سلسیوس و در ژانویه به طور متوسط -۱۵ تا ۱۲۰ درجه سلسیوس می‌باشد.

## تاریخ
بیرونی پایتخت خوارزم در حکومت آفریغیان بود و نامش در آن زمان کاث بوده‌است. پس از آن، این شهر دستخوش تغییرات نام بسیاری شد، از جمله در برهه‌ای به نام فیل و زمانی به نام شاباز نامیده می‌شد. در سال ۱۹۵۷ به افتخار ابوریحان بیرونی که در این شهر به دنیا آمده‌بود، به "بیرونی" تغییر نام یافت. شهر بیرونی در سال ۱۹۶۲ وضعیت شهر یافت. در سال ۱۹۶۹ رودخانۀ آمودریا طغیان کرد و در نتیجه چندین ساختمان در بیرونی آسیب جدی دیدند که به سرعت تعمیر شدند.

## جمعیت
این شهر در سرشماری سال ۲۰۱۸ جمعیتی برابر با ۶۶٬۰۹۰ نفر داشت.

## اقتصاد
بیرونی یک شهر صنعتی مهم در قره‌قالپاقستان است. یک کارخانهٔ آسفالت، یک کارخانهٔ آجر، یک کارخانهٔ پنبه و یک کارخانهٔ کفش و چندین کارخانهٔ نساجی در این شهر فعالیت می‌کنند.

## آموزش
این شهر دارای ۱۴ دبیرستان، یک مدرسهٔ موسیقی و یک مدرسهٔ ورزشی دارد.